# Colombia op de Paralympische Zomerspelen 2020
Colombia was een van de landen die deelnam aan de Paralympische Zomerspelen 2020 in Tokio, Japan.

## Medailleoverzicht
| Atletiek       | Jose Gregorio Lemos Rivas                                | Speerwerpen, F38 (m)                  | Goud   |  |  |
| Zwemmen        | Nelson Crispin                                           | 200 m individuele wisselslag, SM6 (m) | Goud   |  |  |
| Zwemmen        | Carlos Serrano Zarate                                    | 100 m schoolslag, SB7 (m)             | Goud   |  |  |
|                |                                                          |                                       |        |  |  |
| Atletiek       | Mayerli Buitrago Ariza                                   | Kogelstoten, F41 (v)                  | Zilver |  |  |
| Atletiek       | Darian Faisury Jimenez Sanchez                           | 100 m, T38 (v)                        | Zilver |  |  |
| Atletiek       | Mauricio Valencia                                        | Speerwerpen, F34 (m)                  | Zilver |  |  |
| Zwemmen        | Nelson Crispin                                           | 100 m vrije slag, S6 (m)              | Zilver |  |  |
| Zwemmen        | Nelson Crispin                                           | 100 m schoolslag, SB6 (m)             | Zilver |  |  |
| Zwemmen        | Moises Fuentes Garcia                                    | 100 m schoolslag, SB4 (m)             | Zilver |  |  |
| Zwemmen        | Carlos Serrano Zarate                                    | 50 m vrije slag, S7 (m)               | Zilver |  |  |
|                |                                                          |                                       |        |  |  |
| Atletiek       | Darian Faisury Jimenez Sanchez                           | 400 m, T38 (v)                        | Brons  |  |  |
| Atletiek       | Jose Gregorio Lemos Rivas                                | Verspringen, T38 (m)                  | Brons  |  |  |
| Atletiek       | Luis Fernando Lucumi Villegas                            | Speerwerpen, F38 (m)                  | Brons  |  |  |
| Atletiek       | Diego Fernando Meneses Medina                            | Speerwerpen, F34 (m)                  | Brons  |  |  |
| Atletiek       | Jean Carlos Mina Aponza                                  | 100 m, T13 (m)                        | Brons  |  |  |
| Atletiek       | Angie Lizeth Pabon Mamian Gids: Luis Dahir Arizala Ocoro | 400 m, T11 (v)                        | Brons  |  |  |
| Atletiek       | Yesenia Maria Restrepo Munoz                             | Discuswerpen, F11 (v)                 | Brons  |  |  |
| Baanwielrennen | Diego German Duenas Gomez                                | Individuele achtervolging, C4 (m)     | Brons  |  |  |
| Bankdrukken    | Fabio Torres                                             | -97 kg (m)                            | Brons  |  |  |
| Wegwielrennen  | Juan Jose Betancourt Quiroga                             | Wegwedstrijd, T1-2 (m)                | Brons  |  |  |
| Zwemmen        | Nelson Crispin                                           | 50 m vlinderslag, S6 (m)              | Brons  |  |  |
| Zwemmen        | Laura Carolina Gonzalez Rodriguez                        | 100 m vlinderslag, S8 (v)             | Brons  |  |  |
| Zwemmen        | Carlos Serrano Zarate                                    | 50 m vlinderslag, S7 (m)              | Brons  |  |  |
| Zwemmen        | Carlos Serrano Zarate                                    | 200 m individuele wisselslag, SM7 (m) | Brons  |  |  |

## Deelnemers en resultaten
(m) = mannen, (v) = vrouwen 

### Atletiek

#### Baanonderdelen
| Atleet                                                   | Onderdeel       | Series    | Series | Halve finales       | Halve finales       | Finale              | Finale              |
| Atleet                                                   | Onderdeel       | Resultaat | Rang   | Resultaat           | Rang                | Resultaat           | Rang                |
| -------------------------------------------------------- | --------------- | --------- | ------ | ------------------- | ------------------- | ------------------- | ------------------- |
| Yamil David Acosta Manjarres                             | 100 m, T12 (m)  | 0:11.50   | 11e    | Niet van toepassing | Niet van toepassing | Niet gekwalificeerd | Niet gekwalificeerd |
| Yamil David Acosta Manjarres                             | 400 m, T12 (m)  | 0:50.95   | 5e     | Niet van toepassing | Niet van toepassing | Niet gekwalificeerd | Niet gekwalificeerd |
| Buinder Brainer Bermudez Villar                          | 100 m, T13 (m)  | 0:11.36   | 11e    | Niet van toepassing | Niet van toepassing | Niet gekwalificeerd | Niet gekwalificeerd |
| Buinder Brainer Bermudez Villar                          | 400 m, T13 (m)  | 0:49.91   | 6e     | Niet van toepassing | Niet van toepassing | 0:49.26             | 4e                  |
| Juan Sebastian Gomez Cao                                 | 100 m, T38 (m)  | 0:11.98   | 12e    | Niet van toepassing | Niet van toepassing | Niet gekwalificeerd | Niet gekwalificeerd |
| Dixon de Jesus Hooker Velasquez                          | 400 m, T38 (m)  | 0:55.59   | 8e     | Niet van toepassing | Niet van toepassing | 0:54.04             | 8e                  |
| Jose Gregorio Lemos Rivas                                | 100 m, T38 (m)  | 0:11.43   | 5e     | Niet van toepassing | Niet van toepassing | 0:11.53             | 5e                  |
| Jean Carlos Mina Aponza                                  | 100 m, T13 (m)  | 0:11.08   | 7e     | Niet van toepassing | Niet van toepassing | 0:10.64             | Brons               |
|                                                          |                 |           |        |                     |                     |                     |                     |
| Katty Hurtado                                            | 100 m, T38 (v)  | 0:13.74   | 11e    | Niet van toepassing | Niet van toepassing | Niet gekwalificeerd | Niet gekwalificeerd |
| Katty Hurtado                                            | 400 m, T38 (v)  | 1:01.45   | 2e     | Niet van toepassing | Niet van toepassing | 1:01.40             | 6e                  |
| Darian Faisury Jimenez Sanchez                           | 100 m, T38 (v)  | 0:12.54   | 2e     | Niet van toepassing | Niet van toepassing | 0:12.49             | Zilver              |
| Darian Faisury Jimenez Sanchez                           | 400 m, T38 (v)  | 1:02.20   | 4e     | Niet van toepassing | Niet van toepassing | 1:00.17             | Brons               |
| Francy Osorio Gids: Camilo Lancheros                     | 1500 m, T13 (v) | 4:55.31   | 9e     | Niet van toepassing | Niet van toepassing | 5:05.08             | 10e                 |
| Angie Lizeth Pabon Mamian Gids: Luis Dahir Arizala Ocoro | 100 m, T11 (v)  | 0:12.97   | 7e     | Niet gestart        | DNS                 | Niet gekwalificeerd | Niet gekwalificeerd |
| Angie Lizeth Pabon Mamian Gids: Luis Dahir Arizala Ocoro | 400 m, T11 (v)  | 1:04.44   | 10e    | 0:58.18             | 3e                  | 0:57.46             | Brons               |

#### Veldonderdelen
| Paralympiër                      | Onderdeel             | Resultaat | Prestatie   |
| -------------------------------- | --------------------- | --------- | ----------- |
| Omar Jose Acosta Soto            | Verspringen, T36 (m)  | 6e        | 5.48        |
| Juan Sebastian Gomez Coa         | Verspringen, T38 (m)  | 7e        | 6.27        |
| Jose Gregorio Lemos Rivas        | Verspringen, T38 (m)  | Brons     | 6.78        |
| Jose Gregorio Lemos Rivas        | Speerwerpen, F38 (m)  | Goud      | 60.31 WR PR |
| Luis Fernando Lucumi Villegas    | Speerwerpen, F38 (m)  | Brons     | 54.63       |
| Diego Fernando Meneses Medina    | Speerwerpen, F34 (m)  | Brons     | 37.11       |
| Mauricio Valencia                | Kogelstoten, F34 (m)  | 5e        | 11.03       |
| Mauricio Valencia                | Speerwerpen, F34 (m)  | Zilver    | 37.84       |
|                                  |                       |           |             |
| Mayerli Buitrago Ariza           | Kogelstoten, F41 (v)  | Zilver    | 9.94        |
| Erica Maria Castano Salazar      | Discuswerpen, F55 (v) | 4e        | 23.98       |
| Martha Liliana Hernandez Florian | Kogelstoten, F36 (v)  | 5e        | 8.31        |
| Yesenia Maria Restrepo Munoz     | Discuswerpen, F11 (v) | Brons     | 36.11       |
| Yanive Torres Martinez           | Speerwerpen, F54 (v)  | 4e        | 16.26       |

### Baanwielrennen
| Atleet                                                                  | Onderdeel                           | Heats               | Heats               | (Bronzen) Finale    | (Bronzen) Finale    |
| Atleet                                                                  | Onderdeel                           | Resultaat           | Rang                | Resultaat           | Rang                |
| ----------------------------------------------------------------------- | ----------------------------------- | ------------------- | ------------------- | ------------------- | ------------------- |
| Diego German Duenas Gomez                                               | 1 km tijdrit, C4-5 (m)              | Niet van toepassing | Niet van toepassing | 1:10.702            | 18e                 |
| Diego German Duenas Gomez                                               | Individuele achtervolging, C4 (m)   | 4:35.230            | 3e QB               | 4:35.607            | Brons               |
| Edwin Fabian Matiz Ruiz                                                 | 1 km tijdrit, C4-5 (m)              | Niet van toepassing | Niet van toepassing | 1:06.925            | 12e                 |
| Edwin Fabian Matiz Ruiz                                                 | Individuele achtervolging, C5 (m)   | 4:39.113            | 8e                  | Niet gekwalificeerd | Niet gekwalificeerd |
| Alejandro Perea Arango                                                  | 1 km tijdrit, C1-3 (m)              | Niet van toepassing | Niet van toepassing | 1:11.423            | 14e                 |
| Alejandro Perea Arango                                                  | Individuele achtervolging, C3 (m)   | 3:31.551            | 6e                  | Niet gekwalificeerd | Niet gekwalificeerd |
|                                                                         |                                     |                     |                     |                     |                     |
| Daniela Carolina Munevar Florez                                         | 500 m tijdrit, C1-3 (v)             | Niet van toepassing | Niet van toepassing | 0:42.103            | 9e                  |
| Daniela Carolina Munevar Florez                                         | Individuele achtervolging, C1-3 (v) | 4:12.080            | 10e                 | Niet gekwalificeerd | Niet gekwalificeerd |
| Paula Andrea Ossa Veloza                                                | 500 m tijdrit, C4-5 (v)             | Niet van toepassing | Niet van toepassing | 0:39.868            | 10e                 |
| Paula Andrea Ossa Veloza                                                | Individuele achtervolging, C5 (v)   | 4:07.826            | 6e                  | Niet gekwalificeerd | Niet gekwalificeerd |
|                                                                         |                                     |                     |                     |                     |                     |
| Edwin Fabian Matiz Ruiz Paula Andrea Ossa Veloza Alejandro Perea Arango | Team sprint, C1-5 (g)               | 0:52.409            | 7e                  | Niet gekwalificeerd | Niet gekwalificeerd |

### Bankdrukken
| Paralympiër                        | Onderdeel   | Resultaat | Prestatie |
| ---------------------------------- | ----------- | --------- | --------- |
| Jhon Freddy Castaneda Velasquez    | +107 kg (m) | 4e        | 218.0     |
| Francisco Tulio Palomeque Palacios | -80 kg (m)  | 4e        | 200.0     |
| Fabio Torres                       | -97 kg (m)  | Brons     | 221.0     |
|                                    |             |           |           |
| Cristina Poblador Granados         | -41 kg (v)  | 6e        | 92.0      |

### Basketbal
| Paralympiër | Onderdeel | Resultaat | Prestatie |
| --- | --------- | --------- | --- |
| Guillermo Alzate Daniel Diaz Juan Escobar Andres Florez Hector Garces Joymar Granados Jhon Hernandez Jose Leep Ipema Rodrigo Perez Nelson Sanz Londono Jhoan Vargas Raul Vega | Mannen    | 11e       | Groep A (6e) COL-JPN: 56-63 ESP-COL: 74-56 KOR-COL: 66-54 COL-TUR: 38-80 COL-CAN: 52-63 Plaats 11/12 COL-ALG: 70-47 |

### Boccia
| Paralympiër                                    | Onderdeel          | Groepsfase                 | Groepsfase                      | Groepsfase                             | Groepsfase           | Positie | Finalefase                     | Finalefase           | Finalefase           | Plaats |
| Paralympiër                                    | Onderdeel          | Wedstrijd I                | Wedstrijd II                    | Wedstrijd III                          | Wedstrijd IV         | Positie | Kwartfinale                    | Halve finale         | (Troost)finale       | Plaats |
| Paralympiër                                    | Onderdeel          | Tegenstander Uitslag       | Tegenstander Uitslag            | Tegenstander Uitslag                   | Tegenstander Uitslag | Positie | Tegenstander Uitslag           | Tegenstander Uitslag | Tegenstander Uitslag | Plaats |
| ---------------------------------------------- | ------------------ | -------------------------- | ------------------------------- | -------------------------------------- | -------------------- | ------- | ------------------------------ | -------------------- | -------------------- | ------ |
| Duban Cely                                     | Enkelspel, BC4 (g) | COL Leidy Chica Chica 2-2  | SVK Michaela Balcova V met 2-10 | GER Boris Nicolai W met 5-3            | Niet van toepassing  | 2e      | Niet gekwalificeerd            | Niet gekwalificeerd  | Niet gekwalificeerd  | 9e     |
| Leidy Chica Chica                              | Enkelspel, BC4 (g) | COL Duban Cely 2-2         | GER Boris Nicolai V met 1-7     | SVK Michaela Balcova V met 4-7         | Niet van toepassing  | 4e      | Niet gekwalificeerd            | Niet gekwalificeerd  | Niet gekwalificeerd  | 19e    |
| Euclides Grisales                              | Enkelspel, BC4 (g) | JPN Shun Esaki W met 4-2   | HKG Wong Kwan Hang W met 7-3    | GBR Stephen McGuire W met 6-0          | Niet van toepassing  | 1e      | THA Pornchok Larpyen V met 3-6 | Uitgeschakeld        | Uitgeschakeld        | 5e     |
| Duban Cely Leidy Chica Chica Euclides Grisales | Paren, BC4 (g)     | Hong Kong, China V met 2-6 | Thailand V met 2-3              | Russisch paralympisch comité V met 3-7 | Japan V met 1-7      | 5e      | Niet gekwalificeerd            | Niet gekwalificeerd  | Niet gekwalificeerd  | 9e     |

### Boogschieten
| Paralympiër              | Onderdeel                   | Kwalificatie | Kwalificatie | 1e ronde             | 2e ronde                          | 3e ronde             | Kwartfinale          | Halve finale         | (troost)Finale       | Rang |
| Paralympiër              | Onderdeel                   | Score        | Positie      | Tegenstander Uitslag | Tegenstander Uitslag              | Tegenstander Uitslag | Tegenstander Uitslag | Tegenstander Uitslag | Tegenstander Uitslag | Rang |
| ------------------------ | --------------------------- | ------------ | ------------ | -------------------- | --------------------------------- | -------------------- | -------------------- | -------------------- | -------------------- | ---- |
| Maria Monica Daza Guzman | Enkelspel, recurve open (v) | 559          | 14e          | Niet van toepassing  | RPC Svetlana Barantseva V met 4-6 | Uitgeschakeld        | Uitgeschakeld        | Uitgeschakeld        | Uitgeschakeld        | 17e  |

### Tafeltennis
| Paralympiër | Onderdeel         | Groepsfase                  | Groepsfase                   | Groepsfase           | Positie | Finalefase           | Finalefase           | Finalefase           | Finalefase           | Plaats |
| Paralympiër | Onderdeel         | Wedstrijd I                 | Wedstrijd II                 | Wedstrijd III        | Positie | 1/8e finale          | Kwartfinale          | Halve finale         | Finale               | Plaats |
| Paralympiër | Onderdeel         | Tegenstander Uitslag        | Tegenstander Uitslag         | Tegenstander Uitslag | Positie | Tegenstander Uitslag | Tegenstander Uitslag | Tegenstander Uitslag | Tegenstander Uitslag | Plaats |
| ----------- | ----------------- | --------------------------- | ---------------------------- | -------------------- | ------- | -------------------- | -------------------- | -------------------- | -------------------- | ------ |
| Jose Vargas | Enkelspel, C7 (m) | ESP Jordi Morales V met 0-3 | GER Bjoern Schnake V met 2-3 | Niet van toepassing  | 3e      | Niet gekwalificeerd  | Niet gekwalificeerd  | Niet gekwalificeerd  | Niet gekwalificeerd  | 11e    |

### Tennis
| Paralympiër                          | Onderdeel                | 1e ronde             | 2e ronde                                 | 3e ronde                                                   | Kwartfinale          | Halve finale         | (troost)Finale       | Rang |
| Paralympiër                          | Onderdeel                | Tegenstander Uitslag | Tegenstander Uitslag                     | Tegenstander Uitslag                                       | Tegenstander Uitslag | Tegenstander Uitslag | Tegenstander Uitslag | Rang |
| ------------------------------------ | ------------------------ | -------------------- | ---------------------------------------- | ---------------------------------------------------------- | -------------------- | -------------------- | -------------------- | ---- |
| Angélica Bernal                      | Rolstoel, enkelspel (v)  | Niet van toepassing  | GBR Jordanne Whiley V met 0-2 (0-6, 3-6) | Uitgeschakeld                                              | Uitgeschakeld        | Uitgeschakeld        | Uitgeschakeld        | 17e  |
| Johana Martinez Vega                 | Rolstoel, enkelspel (v)  | Niet van toepassing  | CHN Zhu Zhenzhen V met 0-2 (0-6, 0-6)    | Uitgeschakeld                                              | Uitgeschakeld        | Uitgeschakeld        | Uitgeschakeld        | 17e  |
| Angélica Bernal/Johana Martinez Vega | Rolstoel, dubbelspel (v) | Niet van toepassing  | Niet van toepassing                      | RSA Kgothatso Montjane/Mariska Venter V met 0-2 (1-6, 1-6) | Uitgeschakeld        | Uitgeschakeld        | Uitgeschakeld        | 9e   |

### Wegwielrennen
| Paralympiër                     | Onderdeel              | Resultaat | Prestatie |
| ------------------------------- | ---------------------- | --------- | --------- |
| Juan Jose Betancourt Quiroga    | Wegwedstrijd, T1-2 (m) | Brons     | 0:52:41   |
| Juan Jose Betancourt Quiroga    | Tijdrit, T1-2 (m)      | 6e        | 31:15.64  |
| Diego German Duenas Gomez       | Wegwedstrijd, C4-5 (m) | 15e       | 2:39:26   |
| Diego German Duenas Gomez       | Tijdrit, C4 (m)        | 7e        | 49:40.45  |
| Edwin Fabian Matiz Ruiz         | Wegwedstrijd, C4-5 (m) | 13e       | 2:33:34   |
| Edwin Fabian Matiz Ruiz         | Tijdrit, C5 (m)        | 10e       | 49:46.14  |
| Alejandro Perea Arango          | Wegwedstrijd, C1-3 (m) | 14e       | 2:17:56   |
| Alejandro Perea Arango          | Tijdrit, C3 (m)        | 10e       | 38:25.24  |
|                                 |                        |           |           |
| Daniela Carolina Munevar Florez | Wegwedstrijd, C1-3 (v) | 8e        | 1:15:38   |
| Daniela Carolina Munevar Florez | Tijdrit, C1-3 (v)      | 8e        | 27:56.82  |
| Paula Andrea Ossa Veloza        | Wegwedstrijd, C4-5 (v) | 4e        | 2:23:49   |
| Paula Andrea Ossa Veloza        | Tijdrit, C5 (v)        | 5e        | 41:39.89  |

### Zwemmen
| Atleet                                                                                                 | Onderdeel                             | Series              | Series              | Finale              | Finale              |
| Atleet                                                                                                 | Onderdeel                             | Resultaat           | Rang                | Resultaat           | Rang                |
| --- | ------------------------------------- | ------------------- | ------------------- | ------------------- | ------------------- |
| Nelson Crispin                                                                                         | 100 m vrije slag, S6 (m)              | 1:06.85             | 3e                  | 1:04.82             | Zilver              |
| Nelson Crispin                                                                                         | 400 m vrije slag, S6 (m)              | 5:36.25             | 10e                 | Niet gekwalificeerd | Niet gekwalificeerd |
| Nelson Crispin                                                                                         | 100 m vrije slag, S6 (m)              | 1:22.48             | 10e                 | Niet gekwalificeerd | Niet gekwalificeerd |
| Nelson Crispin                                                                                         | 100 m schoolslag, SB6 (m)             | 1:20.22             | 1e                  | 1:20.19             | Zilver              |
| Nelson Crispin                                                                                         | 50 m vlinderslag, S6 (m)              | 0:31.66             | 2e                  | 0:31.77             | Brons               |
| Nelson Crispin                                                                                         | 200 m individuele wisselslag, SM6 (m) | 2:43.07             | 1e                  | 2:38.12 WR PR       | Goud                |
| Moises Fuentes Garcia                                                                                  | 100 m schoolslag, SB4 (m)             | 1:39.65             | 2e                  | 1:35.86             | Zilver              |
| Daniel Giraldo Correa                                                                                  | 50 m vrije slag, S13 (m)              | 0:25.62             | 13e                 | Niet gekwalificeerd | Niet gekwalificeerd |
| Daniel Giraldo Correa                                                                                  | 100 m rugslag, S12 (m)                | Niet van toepassing | Niet van toepassing | 1:08.40             | 7e                  |
| Daniel Giraldo Correa                                                                                  | 100 m schoolslag, SB12 (m)            | Niet van toepassing | Niet van toepassing | 1:14.61             | 7e                  |
| Daniel Giraldo Correa                                                                                  | 100 m vlinderslag, S12 (m)            | 1:01.77             | 7e                  | 1:02.42             | 8e                  |
| Leider Albeiro Lemus Rojas                                                                             | 100 m schoolslag, SB11 (m)            | 1:17.47             | 5e                  | 1:19.47             | 6e                  |
| Leider Albeiro Lemus Rojas                                                                             | 100 m vlinderslag, S11 (m)            | 1:12.19             | 9e                  | Niet gekwalificeerd | Niet gekwalificeerd |
| Miguel Angel Rincon Narvaez                                                                            | 200 m vrije slag, S5 (m)              | 3:03.24             | 10e                 | Niet gekwalificeerd | Niet gekwalificeerd |
| Miguel Angel Rincon Narvaez                                                                            | 100 m schoolslag, SB4 (m)             | 1:47.35             | 6e                  | 1:46.74             | 7e                  |
| Miguel Angel Rincon Narvaez                                                                            | 50 m vlinderslag, S5 (m)              | 0:42.18             | 16e                 | Niet gekwalificeerd | Niet gekwalificeerd |
| Luis Eduardo Rojas Osorno                                                                              | 50 m rugslag, S1 (m)                  | Niet van toepassing | Niet van toepassing | 1:37.53             | 6e                  |
| Luis Eduardo Rojas Osorno                                                                              | 100 m rugslag, S1 (m)                 | Niet van toepassing | Niet van toepassing | 3:39.25             | 6e                  |
| Carlos Serrano Zarate                                                                                  | 50 m vrije slag, S7 (m)               | 0:28.60             | 6e                  | 0:27.84             | Zilver              |
| Carlos Serrano Zarate                                                                                  | 100 m schoolslag, SB7 (m)             | Niet van toepassing | Niet van toepassing | 1:12.01 PR          | Goud                |
| Carlos Serrano Zarate                                                                                  | 50 m vlinderslag, S7 (m)              | 0:30.04             | 4e                  | 0:29.34             | Brons               |
| Carlos Serrano Zarate                                                                                  | 200 m individuele wisselslag, SM7 (m) | 2:36.11             | 5e                  | 2:31.58             | Brons               |
| Brayan Mauricio Urbano Herrera                                                                         | 100 m schoolslag, SB11 (m)            | 1:24.87             | 8e                  | 1:26.16             | 8e                  |
| Richard Mateo Vega Correcha                                                                            | 200 m vrije slag, S2 (m)              | 5:21.29             | 9e                  | Niet gekwalificeerd | Niet gekwalificeerd |
| Richard Mateo Vega Correcha                                                                            | 50 m rugslag, S2 (m)                  | 1:14.10             | 12e                 | Niet gekwalificeerd | Niet gekwalificeerd |
| Richard Mateo Vega Correcha                                                                            | 100 m rugslag, S2 (m)                 | 2:38.70             | 11e                 | Niet gekwalificeerd | Niet gekwalificeerd |
| |                                       |                     |                     |                     |                     |
| Maria Paula Barrera Zapata                                                                             | 50 m vrije slag, S10 (v)              | 0:28.57             | 6e                  | 0:28.70             | 6e                  |
| Maria Paula Barrera Zapata                                                                             | 100 m vrije slag, S10 (v)             | 1:01.69             | 4e                  | 1:01.38             | 6e                  |
| Maria Paula Barrera Zapata                                                                             | 400 m vrije slag, S10 (v)             | Niet van toepassing | Niet van toepassing | 4:48.73             | 5e                  |
| Maria Paula Barrera Zapata                                                                             | 100 m rugslag, S10 (v)                | 1:14.87             | 10e                 | Niet gekwalificeerd | Niet gekwalificeerd |
| Maria Paula Barrera Zapata                                                                             | 100 m vlinderslag, S10 (v)            | Niet van toepassing | Niet van toepassing | 1:10.92             | 7e                  |
| Laura Carolina Gonzalez Rodriguez                                                                      | 100 m vlinderslag, S8 (v)             | Niet van toepassing | Niet van toepassing | 1:20.93             | Brons               |
| Laura Carolina Gonzalez Rodriguez                                                                      | 200 m individuele wisselslag, SM8 (v) | 3:03.23             | 4e                  | 3:03.46             | 4e                  |
| Gisell Natalia Prada Pachon                                                                            | 100 m schoolslag, SB7 (v)             | 1:42.59             | 6e                  | 1:41.11             | 6e                  |
| Gisell Natalia Prada Pachon                                                                            | 200 m individuele wisselslag, SM7 (v) | 3:31.61             | 8e                  | 3:29.27             | 7e                  |
| Sara Vargas Blanco                                                                                     | 50 m vrije slag, S6 (v)               | 0:33.83             | 4e                  | 0:33.97             | 6e                  |
| Sara Vargas Blanco                                                                                     | 400 m vrije slag, S6 (v)              | 5:46.87             | 9e                  | Niet gekwalificeerd | Niet gekwalificeerd |
| Sara Vargas Blanco                                                                                     | 100 m rugslag, S6 (v)                 | 1:30.23             | 10e                 | Niet gekwalificeerd | Niet gekwalificeerd |
| Sara Vargas Blanco                                                                                     | 100 m vlinderslag, S6 (v)             | 0:37.80             | 5e                  | 0:37.33             | 6e                  |
| |                                       |                     |                     |                     |                     |
| Gisell Natalia Prada Pachon Miguel Angel Rincon Narvaez Sara Vargas Blanco Richard Mateo Vega Correcha | 4 x 50 m vrije slag, 20 punten (g)    | 3:01.49             | 10e                 | Niet gekwalificeerd | Niet gekwalificeerd |

Afghanistan · 
Algerije · 
Amerikaanse Maagdeneilanden · 
Angola · 
Argentinië · 
Armenië · 
Aruba · 
Australië · 
Azerbeidzjan · 
Bahrein · 
Barbados · 
Belarus · 
België · 
Benin · 
Bermuda · 
Bosnië en Herzegovina · 
Botswana · 
Brazilië · 
Bulgarije · 
Burkina Faso · 
Burundi · 
Cambodja · 
Canada · 
Centraal-Afrikaanse Republiek · 
Chili · 
China · 
Chinees Taipei · 
Colombia · 
Congo-Brazzaville · 
Congo-Kinshasa · 
Costa Rica · 
Cuba · 
Cyprus · 
Denemarken · 
Dominicaanse Republiek · 
Duitsland · 
Ecuador · 
Egypte · 
El Salvador · 
Estland · 
Ethiopië · 
Faeröer · 
Fiji · 
Filipijnen · 
Finland · 
Frankrijk · 
Gabon · 
Gambia · 
Georgië · 
Ghana · 
Griekenland · 
Groot-Brittannië · 
Guatemala · 
Guinee · 
Guinee‑Bissau · 
Haïti · 
Honduras · 
Hongarije · 
Hongkong · 
Ierland · 
IJsland · 
India · 
Indonesië · 
Irak · 
Iran · 
Israël · 
Italië · 
Ivoorkust · 
Jamaica · 
Japan · 
Jordanië · 
Kaapverdië · 
Kameroen · 
Kazachstan · 
Kenia · 
Kirgizië · 
Koeweit · 
Kroatië · 
Laos · 
Lesotho · 
Letland · 
Libanon · 
Liberia · 
Libië · 
Litouwen · 
Luxemburg · 
Madagaskar · 
Maleisië · 
Mali · 
Malta · 
Marokko · 
Mauritius · 
Mexico · 
Moldavië · 
Mongolië · 
Montenegro · 
Mozambique · 
Namibië · 
Nederland · 
Nepal · 
Nicaragua · 
Nieuw-Zeeland · 
Niger · 
Nigeria · 
Noord-Macedonië · 
Noorwegen · 
Oeganda · 
Oekraïne · 
Oezbekistan · 
Oman · 
Oostenrijk · 
Pakistan · 
Palestina · 
Panama · 
Papoea-Nieuw-Guinea · 
Peru · 
Polen · 
Portugal · 
Puerto Rico · 
Qatar · 
Roemenië · 
Russisch Paralympisch Comité ·
Rwanda · 
Saint Vincent en Grenadines · 
Samoa · 
Saoedi-Arabië · 
Sao Tomé en Principe · 
Senegal · 
Servië · 
Seychellen · 
Sierra Leone · 
Singapore · 
Slovenië · 
Slowakije · 
Somalië · 
Spanje · 
Sri Lanka · 
Syrië · 
Tadzjikistan · 
Tanzania · 
Thailand · 
Togo · 
Tonga · 
Trinidad en Tobago · 
Tsjechië · 
Tunesië · 
Turkije · 
Turkmenistan · 
Uruguay · 
Venezuela · 
Verenigde Arabische Emiraten · 
Verenigde Staten · 
Vietnam · 
Zimbabwe · 
Zuid-Afrika · 
Zuid-Korea · 
Zweden · 
Zwitserland
Paralympisch Vluchtelingen Team